# Anglo-français (race de chien)
Pour les articles homonymes, voir Anglo-français.

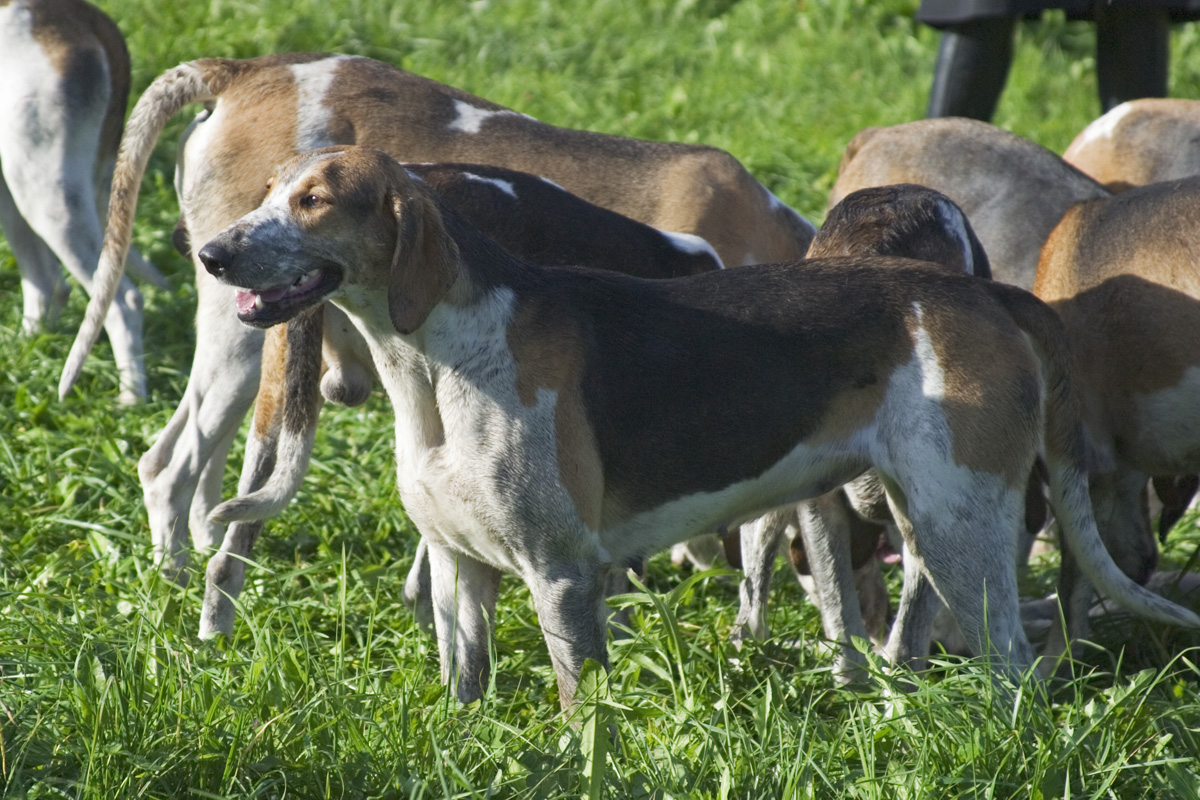
Grand anglo-français tricolore

On désigne par anglo-français plusieurs races de chiens de chasse issues de l'alliance de chiens anglais et français. Ce sont des chiens coureurs (groupe 6 de la classification FCI).

## Histoire
Les premiers croisements datent très certainement du XVIe siècle, mais c'est vers la fin du XIXe siècle, sous l'impulsion des grands maîtres veneurs, que ce chien d'ordre tous terrains fut très apprécié comme chien de meute polyvalent qui chasse le cerf, le chevreuil, le sanglier et le renard.
En fonction des chiens utilisés dans ces croisements, il existe plusieurs anglo-français qui diffèrent par leur format et leur robe :
- Grand anglo-français,  descendant principalement du Poitevin, du Gascon-Saintongeois croisé avec le Fox-hound.
- Grand anglo-français tricolore, le plus marqué par le sang anglais
- Grand anglo-français blanc et orange, issu du croisement entre Billy et Fox-hound.Il est devenu très rare de nos jours
- Grand anglo-français blanc et noir, d'origine Gascon-Saintongeois.
- Anglo-français de petite vénerie, de création récente, issu du croisement du Harrier avec le Poitevin, le Porcelaine, le Petit Gascon-Saintongeois et le Petit bleu de Gascogne.

Aujourd'hui, la majorité des équipes de grande vènerie sont constituées d'anglo-français. 
L'anglo-français a bénéficié du meilleur des races utilisées pour les croisements. Le sang anglais a notamment apporté la construction, l'ossature et la vigueur, le sang français le nez et la gorge. L'anglo-français est un passionné de chasse, résistant, puissant, rapide, courageux et tenace. Il peut travailler sur tous les terrains. Chien de grande et petite vénerie. Leur éducation sera ferme. 
Les anglo-français ne sont pas adaptés à la vie citadine. Chiens de meute, ils vivent en chenil. Il leur faut de l'espace et de l'exercice. Brossage régulier. Surveiller les oreilles.

## Chien de chasse
Tête : Plutôt courte chez le Grand anglo-français, allongée chez l'anglo-français de petite vénerie. Crâne large, plat. Bosse occipitale peu marquée. Stop marqué. Chanfrein d'une longueur à peu près équivalente à celle du crâne. 
Oreilles : Attachées au moins à la hauteur de la ligne de l'œil, courtes, plates puis légèrement tournées. Attachées bas chez l'anglo-français de petite vénerie. 
Yeux : Grands, foncés, bruns. 
Corps : Harmonieux, bien proportionné. Cou fort avec léger fanon pour le Grand anglo-français. Poitrine large et descendue. Côtes arrondies. Reins larges et courts. 
Queue : Forte à la naissance, assez longue, avec poil bien fourni. 
Poil : Ras et assez fort. Court, serré et lisse chez l'anglo-français de petite vénerie. Peau blanche avec taches noires ou orange selon la variété. 
Robe : Blanc et noir grand manteau, taches noires plus ou moins étendues, peuvent présenter des mouchetures noires ou bleutées (ou feu uniquement sur les membres). Taches pâles au-dessus des yeux, feu pâle aux joues, sous les yeux, sous les oreilles, à la naissance de la queue (robe dite quatreoeillée). - Blanc et orange, blanc citron ou blanc orange (orange pas trop foncé). - Tricolore le plus souvent à manteau noir ou avec des taches plus ou moins étendues. Feux vifs ou cuivrés sans être charbonnés. Le poil mélangé dit louvard n'est pas exclu. 
Taille : Grand anglo-français : de 60 à 70 cm. Anglo-français de petite vénerie : de 48 à 56 cm. 
Poids : Grand anglo-français : de 30 à 35 kg. Anglo-français de petite vénerie : environ 25 kg.